# Hemerodromia spectabilis
Hemerodromia spectabilis är en tvåvingeart som beskrevs av Smith 1969. Hemerodromia spectabilis ingår i släktet Hemerodromia och familjen dansflugor. Inga underarter finns listade i Catalogue of Life.